# 鈴木正 (化学者)
鈴木 正（すずき ただし）は、青山学院大学理工学部化学・生命科学科教授。博士（理学）。

## 概略
- 1982年（昭和57年）3月　神奈川県立小田原高等学校卒業。
- 1987年（昭和62年）3月	東京工業大学理学部化学科卒。
- 1992年（平成4年）3月	東京工業大学理工学研究科化学専攻博士課程修了　博士（理学）。
- 1992年（平成4年）4月	富士写真フイルム足柄研究所　研究員。
- 1993年（平成5年）5月	東京工業大学理学部化学科　助手。
- 1998年（平成10年）4月	東京工業大学大学院理工学研究科物質科学専攻　助手（改組による）。
- 2000年（平成12年）8月	東京工業大学大学院理工学研究科物質科学専攻　助教授。
- 2007年（平成19年）4月	東京工業大学大学院理工学研究科物質科学専攻　准教授。
- 2010年（平成22年）4月より	青山学院大学理工学部化学生命科学教授に就任。

- 1993年－2009年	英国科学実験講座（クリスマス・レクチャー）実験協力。
- 1993年10月－2002年3月	放送大学面接授業　非常勤講師。
- 1994年（平成6年）－2005年	大阪大学レーザー核融合研究所　共同研究員。
- 1994年11月－1995年1月	インペリアルカレッジ（ロンドン）訪問研究員（D. Phillips 教授）。
- 2010年5月－2013年3月	東京工業大学　連携教授。

## 研究
レーザーを用いて分子の構造や反応・緩和過程（エネルギーの流れ）を研究をしている。例えば、DNA/RNA塩基の光反応や光線過敏症を引き起こす医薬品の反応について、物理化学の視点から研究を行っている。さらに、マイクロリアクターを用いた光反応や光不斉反応、光触媒反応への応用についても研究している。

## 賞
- 第28回日本光医学・光生物学会奨励賞（2006年）生物・化学領域　「化学修飾核酸塩基を用いた光線力学治療への応用の可能性について」
- 東京消防庁田園調布消防署　感謝状（2007年9月8日）